# Saif al-Adel
Saif Al-Adel (ou Saïf al-Adel) (arabe : سيف العدل), de son vrai nom Mohammed Salah al-Din Zaidan, né le 11 avril 1960/1963, est un membre d'Al-Qaïda, brièvement chef de l'organisation au printemps 2011.
Il a succédé à ce poste à Oussama ben Laden tué le 2 mai,, et ne l'a occupé que de façon provisoire, jusqu'au 16 juin 2011, date d'intronisation d'Ayman Al-Zawahiri.

## Biographie

### Formation
Ancien colonel des forces spéciales égyptiennes, il est soupçonné d'avoir collaboré à l'assassinat d'Anouar el-Sadate en 1981. Il est arrêté en 1987 avant d’être libéré deux ans plus tard, et rejoint l'Afghanistan, où il rencontre Oussama Ben Laden.

### Carrière
Il est recherché pour son implication dans les attentats des ambassades américaines en Afrique de 1998. Il est marié à la fille de Mustafa Hamid, avec qui il a cinq enfants,,,,,,,,,,,. 

### Al-Qaïda
En août 2022, Saif Al-Adel est pressenti pour prendre la tête d'Al-Qaïda en succession de son chef Ayman Al-Zawahiri tué par une frappe de drone à Kaboul le mois précédent, mais le réseau jihadiste reste silencieux pendant plusieurs mois sur la mort de son chef et son éventuel successeur. Parmi les hypothèses avancées pour l'expliquer, il est possible que le groupe jihadiste ait échoué à contacter Saïf al-Adel car ce dernier, se sentant menacé, préfère resté caché, probablement en Iran. Une autre hypothèse est que le silence d'Al-Qaïda sur la mort de son chef serait imposé par les talibans au pouvoir en Afghanistan, pour éviter d'attirer l'attention et que leur territoire soit de nouveau frappé par l'armée américaine.
En févier 2023, l'ONU et les États-Unis indiquent que Saif al-Adel est désormais le chef « de facto » d'Al-Qaïda, même si le groupe jihadiste ne l'a pas publiquement proclamé comme tel, et réside bien en Iran. Le ministre iranien des Affaires étrangères, Hossein Amir Abdollahian, conteste cette information, et rappelle le rôle historique joué par les États-Unis dans la croissance d'Al-Qaïda (faisant probablement allusion à l’invasion russe de l'Afghanistan).